# Юсуке Мацуо
Юсуке Мацуо (яп. 松尾 佑介, нар. 23 липня 1997, Сайтама) — японський футболіст, що грає на позиції півзахисника клубу «Урава Ред Даймондс».

## Ігрова кар'єра
Народився 23 липня 1997 року в префектурі Сайтама. Вихованець футбольоного клубу «Урава Ред Даймондс». 
У дорослому футболі дебютував 2019 року виступами за команду «Йокогама», в якій провів три сезони, взявши участь у 71 матчі чемпіонату. Більшість часу, проведеного у складі «Кавасакі Фронталє», був основним гравцем команди.
У 2022 році він повернувся до складу команди «Урава Ред Даймондс», з якою провів частину своєї юнацької кар'єри.
У січні 2023 року Мацуо приєднався до бельгійського клубу Першого дивізіону «Вестерло» на правах оренди до 31 грудня 2023 року.

## Титули і досягнення
Урава Ред Даймондс
- Ліга чемпіонів АФК: 2022[4][5]